# Minister för Grönland
Minister för Grönland (danska: Minister for Grønland) var i Danmark den minister som ansvarade för det nu nedlagda Ministeriet for Grønland. Till uppgifterna hörde koordination av Grönlands centrala förvaltning. Detta lades ned 1987.